# The Last Post

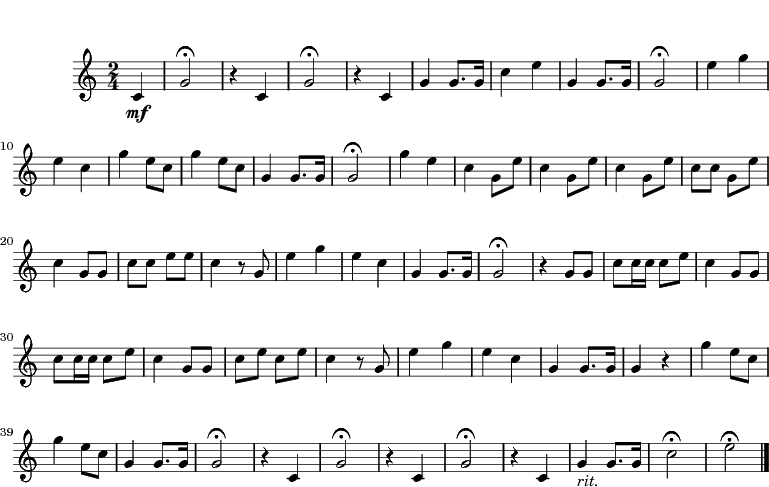
Notenansicht von „The Last Post“

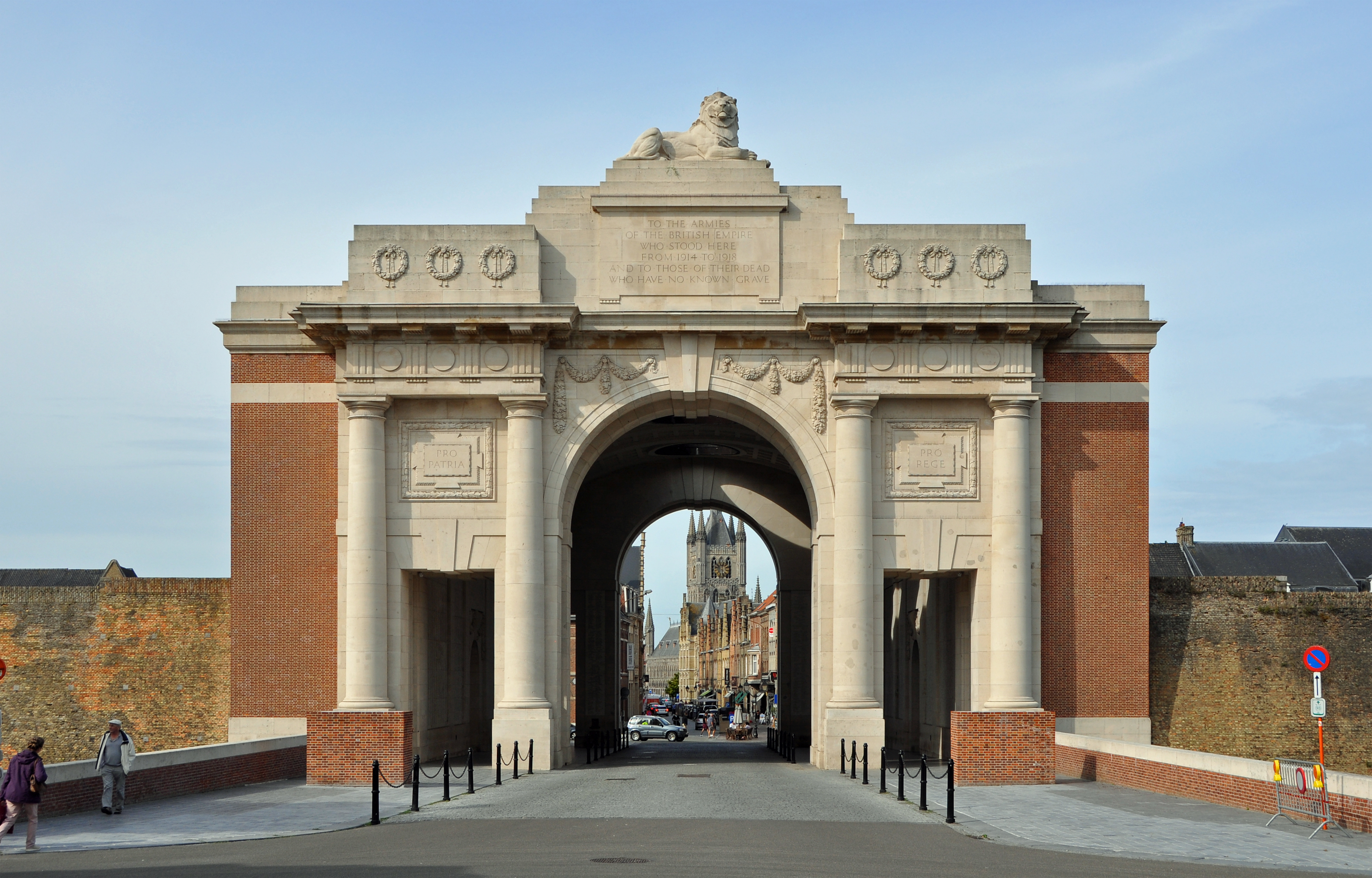
Die Menenpoort (Gedenktor) in Ypern für die Gefallenen des Commonwealth

The Last Post ist ein militärisches Hornsignal, das hauptsächlich in Großbritannien und den Staaten des Commonwealth gespielt wird.
Das Signal „The Last Post“ („Der letzte (Wach-)Posten“) findet meist bei militärischen Begräbnissen oder anderen Zeremonien zum Gedenken an die im Krieg gefallenen Soldaten des Commonwealth Verwendung. In der Regel wird es von Trompetern der britischen Infanterie oder mit Kavallerieposaunen der britischen Kavallerieregimenter (heute meist motorisierte gepanzerte Truppen) oder von Signalhörnern der britischen Artillerie (Royal Horse Artillery und Royal Artillery) gespielt.
Auch wenn es keine Belege dafür gibt, so wird doch vermutet, dass Joseph Haydn „The Last Post“ komponiert oder zumindest die Entstehung davon begleitet hat. Haydn lebte und arbeitete in London, als unter der Regierung von König George III. gegen Ende des 18. Jahrhunderts die Entscheidung getroffen wurde, die Hornsignale in der gesamten britischen Armee und Flotte zu vereinheitlichen. Haydn dürfte diese Entscheidung kaum entgangen sein und er müsste, schon aufgrund seiner herausragenden Position bei Hofe, darin involviert gewesen sein. Gestützt wird diese Hypothese durch die Tatsache, dass einige Hornsignale wie zum Beispiel „Reveille“ und „First Post“ musikalisch sehr komplex sind. Außerdem wurden bei der Komposition sehr gekonnt musikalische Phrasen aus verschiedenen Regimentstraditionen übernommen und zusammengesetzt.

## Trivia
- In Ypern wird seit dem 1. Mai 1928 täglich um 20:00 Uhr vor der 1927 von den Briten errichteten Menenpoort (Gedenktor) „The Last Post“ gespielt. Diese Tradition erinnert an die Gefallenen des Commonwealth im Ersten Weltkrieg und wurde nur während der Zeit des Zweiten Weltkrieges unterbrochen. Vom 20. Mai 1940 bis zum 6. September 1944 wurde die Zeremonie auf den Brookwood-Friedhof in England verlegt. Am 9. Juli 2015 wurde „The Last Post“ zum 30.000 Mal unter den Torbögen gespielt.
 Im Inneren des Tores stehen die Namen von 54.896 Vermissten der vier Flandernschlachten.
- Am ANZAC Day in Australien und Neuseeland wird „The Last Post“ traditionell nach der Schweigeminute gespielt.